# 1178 en santé et médecine
| Années de la santé et de la médecine : 1175 - 1176 - 1177 - 1178 - 1179 - 1180 - 1181    |
| Décennies de la santé et de la médecine : 1140 - 1150 - 1160 - 1170 - 1180 - 1190 - 1200 |

Cet article présente les faits marquants de l'année 1178 en santé et médecine.

## Divers
- Une bulle d'Alexandre III confirme les possessions du prieuré de Malton (en), dans le Yorkshire en Angleterre, dont les chanoines de Saint-Gilbert ont la charge de trois maisons hospitalières, une à Wheelgate, aujourd'hui quartier de Malton, une autre à Broughton et la troisième sur une île de la Derwent[1].
- Dans une chronique du diocèse de Cahors, le mot « apothecarius » semble désigner un clerc préposé « à la garde du matériel et des produits de toutes sortes, y compris les drogues médicinales, appartenant à la maison et conservés dans son « apothèque[2] » ».

## Fondations
- Fondation de l'hôpital Saint-Abraham de Troyes par Henri Ier, dit « le Libéral », comte de Champagne[3].
- Fondation de la léproserie de Falaise, en Normandie[4].

## Personnalités
- 1166-1178 : fl. Gautier, médecin « habile et réputé », intercesseur pour l'abbaye prémontrée de Saint-Yved de Braine en Champagne « auprès de Raoul de Coucy et du comte de Boulogne, puis auprès de Gérard de Quierzy[5], comme aussi de Saint-Crépin de Soissons[6] ».
- 1178-1198 : fl. Gautier, moine et médecin, cité dans une charte de l'abbaye Saint-Étienne de Dijon en Bourgogne[7].

## Naissance
- Roland de Crémone (mort en 1259), théologien dominicain, « probablement docteur en médecine quand il prit l'habit des prêcheurs[8] ».